# Cătușe

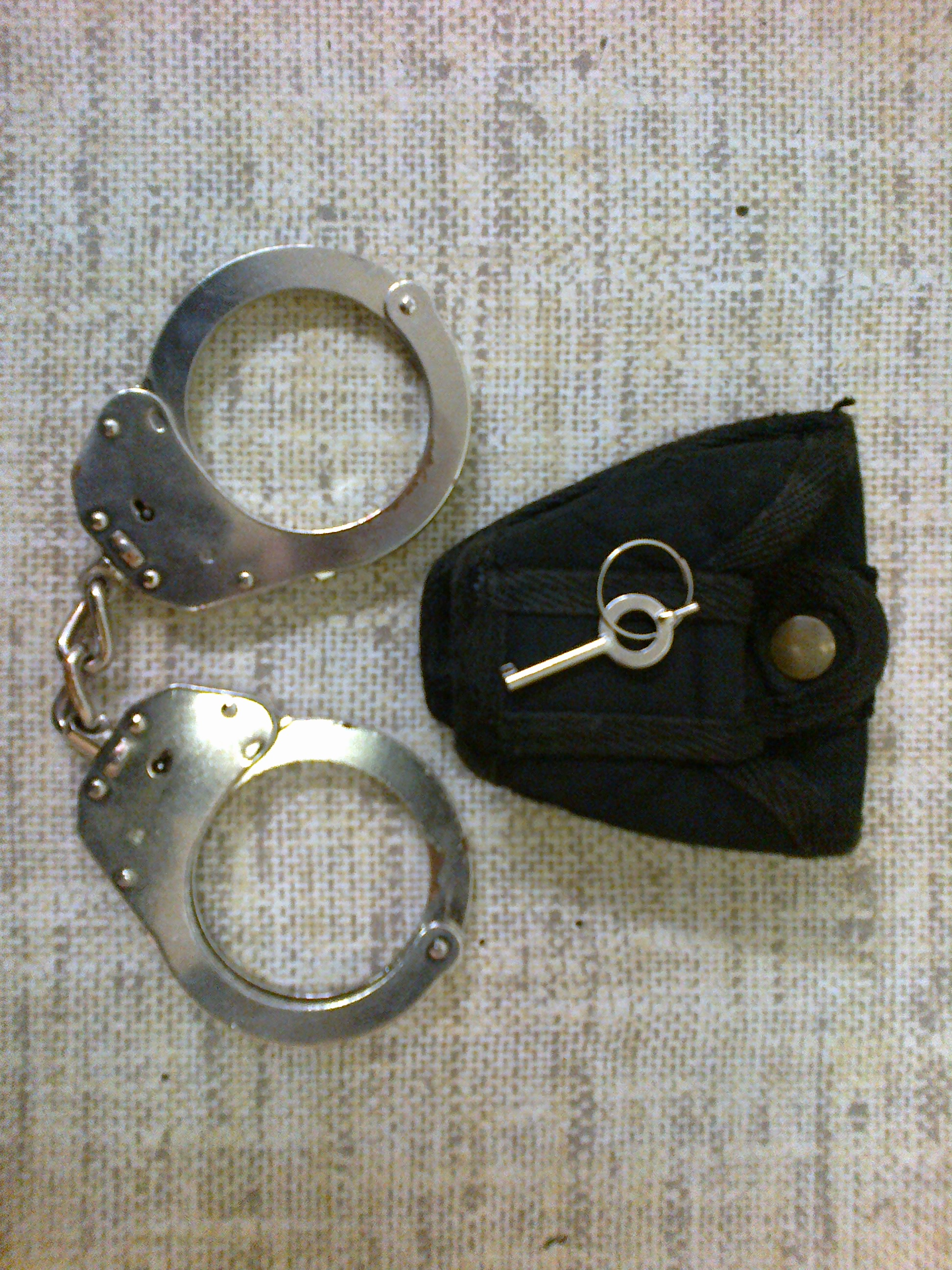
Cătuşe

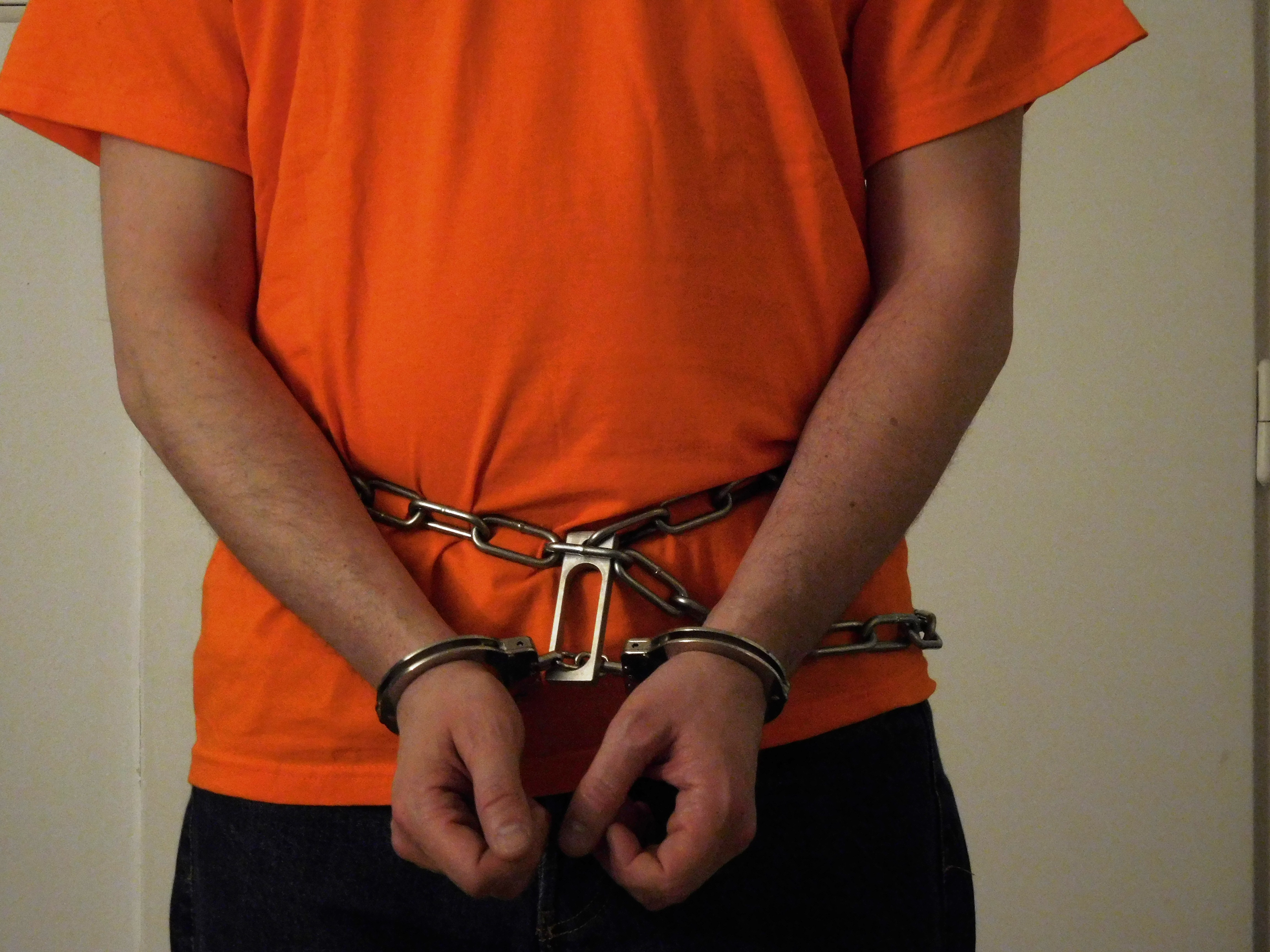

Cătușele sunt dispozitive de reținere concepute pentru a fixa încheieturile unei persoane în imediata apropiere. Ele cuprind două părți, legate între ele printr-un lanț, o balama sau o bară rigidă. Fiecare jumătate are un braț rotativ care se angajează cu o clichet care împiedică deschiderea acesteia odată închisă în jurul încheieturii unei persoane. Cătușele sunt adesea folosite de către poliție, în jocurile erotice și cinematografia pornografică. 

## Cătușe metalice
Cătușele metalice sunt un dispozitiv mecanic realizat din două brățări metalice unite printr-un lanț sau tijă și care prind încheieturile mâinilor (uneori și a picioarelor) prin aceasta limitând parțial sau complet acțiunile persoanei care a fost încătușată. Brățările metalice sunt alcătuite din două părți, una dintre ele fiind mobilă și care se închid cu ajutorul unei chei. 

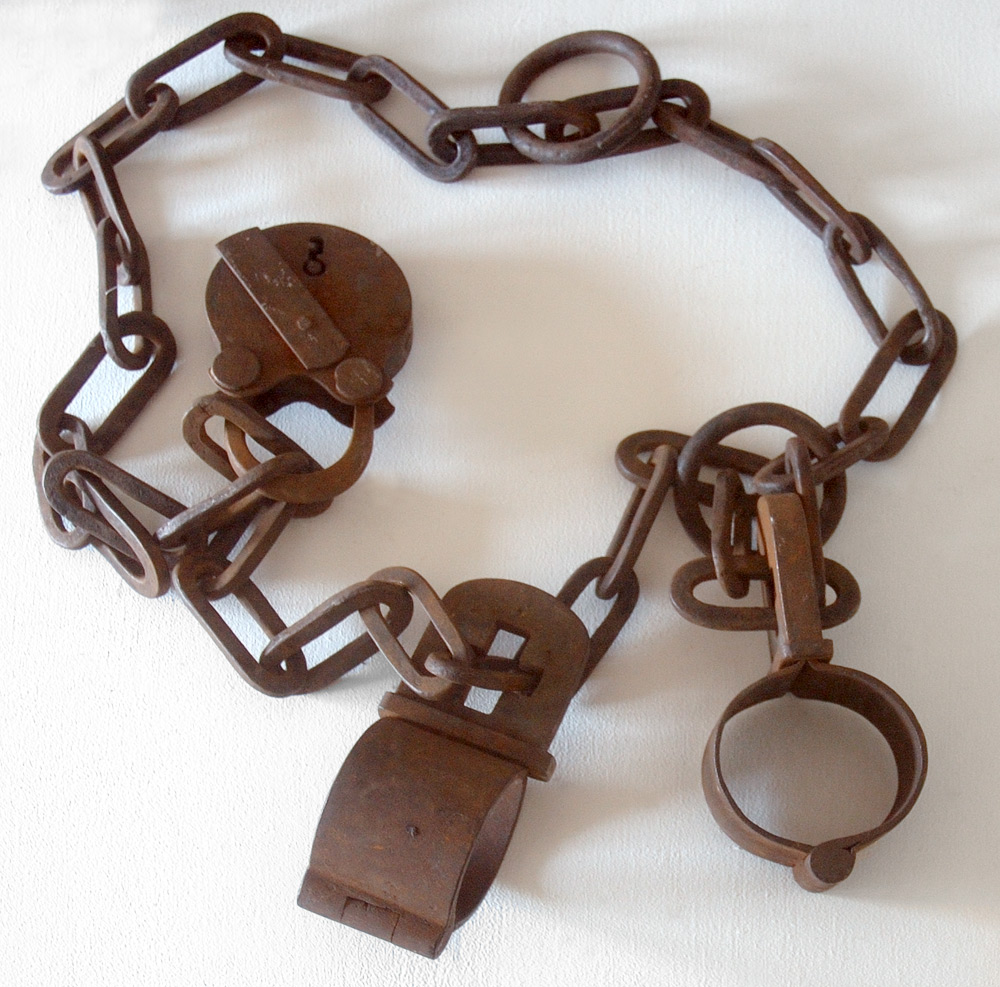
Cătuşe vechi

Cătușele pot fi fabricate din diverse metale, inclusiv oțel carbon, oțel inoxidabil și aluminiu sau din polimeri sintetici.

## Cătușe din plastic
Cătușe din plastic sunt o formă de reținere fizică a mâinilor, folosind curele de plastic. Ele sunt folosite asemenea cătușelor metalice, sunt mai ieftine și mai ușor de purtat și nu pot fi refolosite. Dispozitivul a fost introdus pentru prima dată în 1965.

## Cătușe pentru picioare
Cătușele pentru picioare sunt similare cu cătușele folosite pentru brațe. Perimetru interior este mai mare, astfel încât să se potrivească în jurul gleznelor unei persoane. Cătușele pentru picoare au un lanț mai lung care leagă cele două manșete. În cazurile în care un suspect manifestă un comportament extrem de agresiv, se folosesc și cătușele pentru picoare pe lângă cele utilizate pentru prinderea încheiturilor brațelor. 

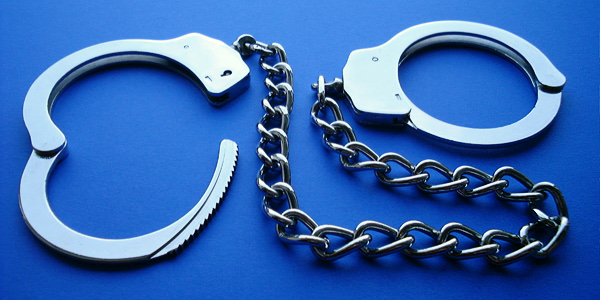
Model de cătușe pentru picioare produs în Taiwan

Cătușele pentru picioare sunt folosite atunci când se transportă deținuții în afara unei zone sigure pentru a preveni încercările de evadare. 